# La Traversée (film, 2012)
Pour les articles homonymes, voir La Traversée.
Pour plus de détails, voir Fiche technique et Distribution.
La Traversée est un film à suspense français réalisé par Jérôme Cornuau et sorti en 2012.
C'est l'adaptation non officielle du roman Parce que je t'aime de Guillaume Musso.

## Synopsis
Lola Arendt, une fillette de 8 ans, disparaît. Le couple de Martin et Sarah, ses parents, ne résiste pas au drame et se sépare. Lola est retrouvée deux années plus tard.

## Fiche technique
- Titre : La Traversée
- Réalisation : Jérôme Cornuau
- Scénario : Jérôme Cornuau, Alexandra Deman
- Photographie : Jean-Paul De Zaeytijd
- Montage : Brian Schmitt
- Musique : André Dziezuk
- Production : Yves Marmion
- Société de production : Les Films du 24, Samsa Film, Artémis Productions
- Distribution : UGC Distribution
- Pays de production :  France
- Budget : 8 190 000 euros[1]
- Genre : thriller
- Durée : 97 minutes
- Date de sortie : France - 31 octobre 2012
- Box-office : 63 916 entrées.

## Distribution
- Michaël Youn : Martin
- Émilie Dequenne : Sarah
- Fanny Valette : Norah
- Jules Werner : Clément
- Pauline Haùgness : Lola Arendt
- Jean-François Wolff : Van Schlek
- Michel Kacenelenbogen : Thomas Kross
- Frederik Haùgness : Capitaine Baroit
- Hervé Sogne : James